# Euophrys nigromaculata
Euophrys nigromaculata es una especie de araña saltarina del género Euophrys, familia Salticidae. Fue descrita científicamente por Lucas en 1846.
Habita en Argelia.